# Gregorio Mayoral Sendino
Gregorio Mayoral Sendino (Cavia, Burgos, 24 de desembre de 1861- 23 d'octubre de 1928) va ser el botxí titular de l'Audiència de Burgos entre els anys 1890 a 1928. Per la seva llarga carrera, els seus col·legues l'anomenaven l'avi.

## Biografia
Va néixer en una família humil que aviat es va traslladar a Burgos. Va ser pastor, sabater, peó de paleta i soldat. Quedant a càrrec de la seva mare, li van oferir el treball de botxí, plaça que va guanyar pels mèrits d'haver servit en la milícia. Va assistir a Lorenzo Huertas i va ser format per ell mateix com a botxí mentre aquest exercia a Valladolid.
Després de guanyar la plaça, va trigar dos anys a ser requerit per executar la seva primera sentència, cosa que va fer amb el cap Domingo Bezares. Durant aquest temps, Gregorio es va familiaritzar amb el garrot que anomenava la guitarra, amb l'ajuda del botxí de Valladolid Lorenzo Huertas que el va assistir en les seves primeres execucions.
La seva primera execució en solitari (una dona) es descriu com un desastre. Això el porta a perfeccionar el garrot i amb el pas dels anys, va anar-hi introduint modificacions, portant-ne el seu propi atès que es va afartar de manejar aparells que estaven en condicions lamentables. El seu disseny, segons les seves pròpies paraules, no fa ni un pessic, ni una nafra, ni res; és gairebé instantani, tres quarts de tornada i en dos segons.... Això, al costat de la seva habilitat i precisió, va ser ressaltat pels seus coetanis. Va mantenir, no obstant això, la seva innovació en secret, per por que no fos ajustada a dret. Va arribar a realitzar almenys una execució triple a la presó Model de Barcelona el 1922.

## Casos famosos
En quaranta anys com a botxí, va executar a seixanta persones. Va ser l'encarregat d'executar Michele Angiolillo, assassí de Cánovas del Castillo.
Al costat de Casimiro Municio Aldea va dur a terme la triple execució dels condemnats pel crim de l'Exprés d'Andalusia: Sánchez Navarrete, Piqueras i Sánchez Molina.

## Gregorio Mayoral en la literatura
Fou entrevistat per José Samperio que va publicar dita entrevista anys després de la mort del botxí.
En la seva aparicions literàries, curiosament es produeixen dos anacronismes. El primer degut a Pío Baroja que arriba a assegurar que Mayoral s'estrena amb l'execució de Juan Díaz de Garayo (a) el Sacamantecas, si bé aquest delinqüent va ser ajusticiat el 1881, quan el futur botxí només tenia 18 anys, i per tant, no tenia la majoria d'edat legal exigida per exercir de funcionari.
Per la seva banda, Francisco Umbral fa intervenir al botxí burgalès en el seu relat El César visionario, en la qual un condemnat a mort és executat per ordre personal de Ramón Serrano Suñer, sense conèixer l'indult que havia concedit hores abans Franco. L'anacronisme es torna a produir quan Umbral situa en actiu Gregorio Mayoral (que havia mort el 1928), després d'acabar la Guerra Civil.
Gregorio Mayoral és també esmentat en l'obra de Camilo José Cela. Suposadament, Mayoral és l'executor del pare d'Elvirita, condemnat a mort per l'assassinat de la seva esposa. En un altre treball Cela esmenta que Mayoral portava un quadern on anotava cada execució, i la primera anotació de la qual era:
| « | Número 1.- 5 mayo 1892. Miranda de Ebro. Cabo Bezares. Observaciones: “Muy duro” | » |

## Alguns reus executats per Gregorio Mayoral
- Domingo Bezares (Miranda de Ebro, 1892).
- Rafael González Gancedo (Tinéu, 26 de juny de 1889).[3]
- Michele Angiolillo Lombardi (20 d'agost de 1897).
- Luis Medrano el Chorchi (1897).[13]
- Bonifacio García (Pamplona, 12 de juny de 1909).[13]
- Victorino Sabater (9 de maig de 1922).[7]
- Martín Martí (9 de maig de 1922).[7]
- Alfonso Altimira Olivenza (9 de maig de 1922).[7]
- Pascual Aguirre (Terrassa, 23 de setembre de 1923)[14]
- Jesús Salete el Nano (Terrassa, 23 de setembre de 1923)[14]
- José María Sánchez Navarrete (Madrid, 9 de maig de 1924).
- Francisco Piqueras (Madrid, 9 de maig de 1924).
- Honorio Sánchez Molina (Madrid, 9 de maig de 1924).
- Bernardo Goñi Lazcano (Pamplona, 1 de febrer de 1925)[15]
- Juan Martín Goñi Lazcano (Pamplona, 1 de febrer de 1925)[15]
- José Goñi Lazcano (Pamplona, 1 de febrer de 1925)[15]